# Aimé Bourbonnaud
Pour les articles homonymes, voir Bourbonnaud.
Aimé Bourbonnaud (né le 25 avril 1874 à Limoges et mort le 8 décembre 1943  à Juan-les-Pins, un hameau de la commune d'Antibes, dans les Alpes-Maritimes) fut lieutenant de vaisseau, sous-directeur du trafic du Canal de Suez à Ismaïlia et homme d'affaires français.

## Biographie
Fils du propriétaire d'une conserverie de Limoges, Aimé Bourbonnaud, alors lieutenant de vaisseau, épouse en 1902 la fille de l'armateur et assureur maritime dunkerquois Léon Herbart.
Sous-directeur du trafic du Canal de Suez à Ismaïlia, il est rappelé en 1908 à Dunkerque par son beau-père pour prendre sa succession, en remplacement du fils de ce dernier, devenu clochard.
Fut commissaire d'avaries, assureur (représentant du LLoyd's) et dispatcheur pour le port de Dunkerque.
Il fut aussi membre de la Chambre de commerce de Dunkerque et président de l'Association des dispatcheurs français.

## Récompenses et distinctions
- Officier de la Légion d'honneur[Quand ?]

## Controverse
Aimé Bourbonnaud fut la cible de critiques de la part de Pierre Herbart, son neveu, dans ses Souvenirs imaginaires, du fait sa rivalité supposée avec le père de l'écrivain; en réalité, son beau-père (grand-père de l'écrivain) lui confia la gestion de ses affaires après avoir déshérité son propre fils (père de l'écrivain), dont la vie dissolue faisait alors scandale dans la ville de Dunkerque et dont l'incapacité à diriger une entreprise était notoire.